# دانيواوات
الدانيواوات (الاسم العلمي: Danioninae) هي أسرة من الأسماك تتبع فصيلة الشبوطيات من رتبة شبوطيات الشكل.

## أجناس الدانيواوات
- الراسبورة
- الدانيو